# 만안교
만안교(萬安橋)는 대한민국 경기도 안양시 만안구 석수동에 있는 조선 시대의 다리이다. 정조가 사도세자의 묘역인 현륭원을 참배하고자 놓은 것이 시초이다. 애초에는 임시로 가설한 나무다리였으나 정조가 수원 화성을 정기적으로 왕래하게 되면서 영구적인 돌다리로 바꾸었다. 다리는 원래 길이가 15 장(약 30 m), 폭 4 장(약 8 m), 높이 3 장(약 6 m)이라 기록되어 있고 홍예(虹蜺, 아치)가 5개라 되어 있는데, 현재의 것은 홍예가 7개이다. 만안교는 기술적으로 매우 정교하게 축조되어 조선 후기 홍예교를 대표한다. 원래는 현재의 위치에서 남쪽으로 200 m 떨어진 만안로 입구에 있었으나 1980년 국도 확장으로 이전하였다. 안양시의 행정구역인 만안구의 이름은 이 다리에서 유래한 것이다. 경기도의 유형문화재 제38호로 지정되어 있다.

## 축조
1789년(정조 13년) 정조는 아버지 사도세자의 무덤을 화산(오늘날의 수원시)로 옮겨 현륭원이라 하였다. 이후 정조는 해마다 능행에 나섰다. 정기적으로 능행길에 오르면서 정조는 서울과 수원을 잇는 교통을 정비하게 되었다. 나룻배로 한강을 건너는 것이 불편하자 배다리를 띄우게 하였고 수원에 이르는 길도 새로 닦도록 하였다. 원래 서울에서 수원으로 가는 길은 한강을 넘어 노량진에 닿은 뒤 과천을 지나 남태령을 넘어 인덕원을 지났다. 남태령을 넘는 길이 험했기 때문에 정조는 수원 화성까지 능행에 편리함을 도모하고자 새롭게 길을 닦았는데 이 길이 시흥대로의 시초이다. 항간에서는 사도세자의 죽음에 연루된 김약로의 무덤이 남태령에 있기 때문에 이를 피하고자 했다는 이야기가 전한다. 새 길은 금천을 지나 안양의 삼막천을 건너 수원에 이르는 길이었고, 이 때 삼막천을 건널 다리로 만안교를 축조하게 되었다.
1793년 (정조 17년) 정조는 수원의 현륭원에 나아가 작헌례를 하면서 처음으로 새로 닦은 길을 지나게 되었다. 만안교 자리에 처음 놓인 다리는 나무로 된 것이었다. 나무 다리가 불편하여 경기도 관찰사 서용보가 돌다리를 놓고자 하였으나 윤허를 받지 못하였다. 1795년(정조 19년) 경기도 관찰사 서유방은 돌다리를 만들라는 어명을 받고 3개월에 걸쳐 만안교를 축조하였다. 만안교는 아치를 사용한 홍예교(虹蜺橋)로 다리 밑에는 박석을 깔아 물의 흐름이 거세도 다리가 상하는 일이 없도록 하였고, 다리 기둥의 끝도 물의 흐름에 따른 마찰을 줄이도록 마름모꼴로 하였다. 위로는 장대석(長臺石)을 깔아 사람과 짐이 지나다니는 길을 만들었다.

## 기록
《여지도서》에 안양교가 있었다는 기록이 있어 예전부터 다리가 놓여 있던 지역임을 알 수 있다. 《신증동국여지승람》금천현 항목에 "만안교는 남쪽 10리 안양천에서 수원으로 통하는 대로에 있다"고 기록되어 있다.
만안교 앞에는 축조 당시 세운 《만안교비》가 있다. 비의 뒷면에는 축조 담당자였던 경기도 관찰사 서유방이 글을 짓고 조윤형이 글씨를 쓴 축조 유래인 〈음기〉가 쓰여 있다. 〈음기〉에는 돌다리를 축조하게 된 경위와 정조가 직접 다리의 이름을 지었다는 내용, 그리고 다리를 축조한 뒤 관련자에게 포상이 있었다는 내용이 적혀있다. 비의 앞면엔 유한지가 예서 대자로 쓴 만안교라는 다리 이름이 새겨져 있다. 비의 측면에는 다리의 축조에 관여한 관리의 이름들이 적혀 있다. 유한지는 유한지 예서 기원첩을 남긴 조선 후기의 문필가이다.

## 변형
안양천은 일제강점기 직강화 공사를 하면서 물길이 바뀌어 만안교로는 더 이상 물이 흐르지 않았다. 그 이후 도로 공사와 도시화 과정에서 훼손이 있었는데 1972년의 기록에는 만안교의 상당 부분이 땅에 묻혀 있었다. 원래 만안교가 놓여 있던 지점은 안양예술공원 지하차도 들어가는 교차로에서 서울방향으로 약 20미터 지점(현 영화아파트 자리)이었으나 1980년 국도 제1호선의 확장공사를 하면서 이전 복원하였다. 정조의 능행길에 하루 묵어 가기 위한 안양 행궁이 있었으나 지금은 소멸되어 표지석만 남아있다.

## 같이 보기
- 수표교
- 고성 육송정 홍교
- 고성 건봉사 능파교